# آلبا ردوندو
آلبا ردوندو (انگلیسی: Alba Redondo؛ زادهٔ ۲۷ اوت ۱۹۹۶) بازیکن فوتبال اهل اسپانیا است.
از باشگاه‌هایی که در آن بازی کرده‌است می‌توان به اشاره کرد.
وی همچنین در تیم‌های ملی فوتبال Spain women's national under-19 football team و زنان اسپانیا بازی کرده‌است.